# Геддесбах
Геддесбах (нім. Heddesbach) — громада в Німеччині, у землі Баден-Вюртемберг. Підпорядковується адміністративному округу Карлсруе. Входить до складу району Рейн-Неккар.
Площа — 8,21 км2. Населення становить 459 ос. (станом на 31 грудня 2020).